# Red Nichols

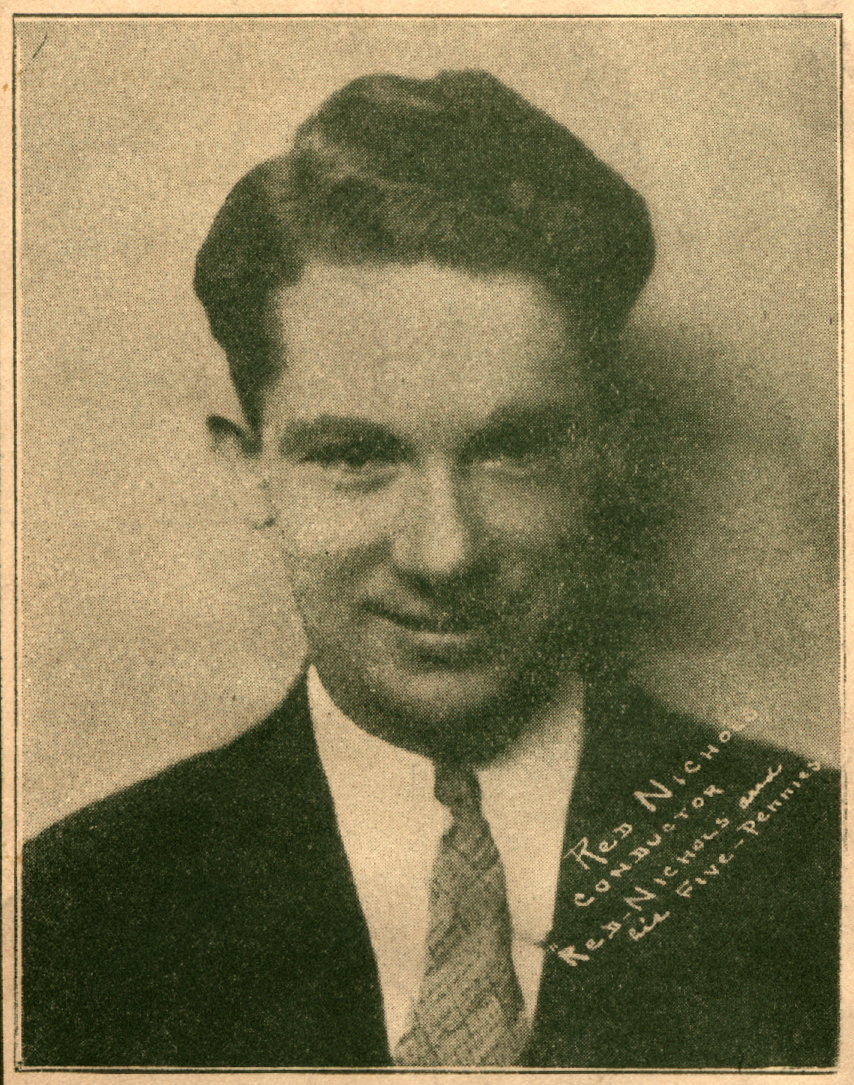
Red Nichols i slutet av 1920-talet.

Ernest Loring "Red" Nichols, född 8 maj 1905 i Ogden i Utah, död 28 juni 1965 i Las Vegas i Nevada, var en amerikansk jazzmusiker (kornett och trumpet) och orkesterledare.
Nichols föddes i Ogden, Utah som son till en musiklärare. Han var något av ett musikaliskt underbarn som kunde spela kornett redan vid fyra års ålder. Vid sex års ålder framträdde han offentligt och vid tolv års ålder spelade han regelbundet med sin fars dansorkester.
Efter att hört grammofonskivor av Original Dixieland Jass Band fick unge Nichols smak för den nya musikformen jazz. Inriktningen uppskattades inte av hans konservative fader, vilket inte hindrade Nichols som 1922 begick sin skivdebut med en jazzig dansorkester kallad The Syncopating Seven.
Året därpå, 1923, flyttade han österut för att framträda med ett band i Atlantic City, New Jersey, och (med några få turnéer i mellanvästern som undantag) gjorde han därefter New York till sin bas under 1920- och 1930-talen. Han arbetade för olika orkesterledare, bland annat Sam Lanin, Paul Whiteman och Don Voorhees, samt med gruppen California Ramblers, han var också flitigt aktiv som frilansande studiomusiker. Under denna tid blev han bekant med den framstående trombonisten Miff Mole, och de båda skulle utgöra något av ett radarpar under lejonparten av 1920-talet.
1925 fick Nichols för första gången chansen att leda en egen liten renodlad jazzgrupp för skivinspelningar. Inspelningarna gavs ut på Columbia under namnet Lanin's Red Heads – ett namn som anspelade på såväl Nichols röda hår och smeknamn som på hans dåvarande arbetsgivare Sam Lanin, vilken ordnat med inspelningen. Under åren som följde skulle Nichols göra inspelningar för en rad olika skivbolag och under olika pseudonymer: The Red Heads på Pathé, The Charleston Chasers på Columbia, Miff Mole and His Molers på Okeh och Louisiana Rhythm Kings på Vocalion. Mest kända blev dock de som gavs ut under hans eget namn på Brunswick som Red Nichols and His Five Pennies.
På dessa smågruppsinspelningar odlade Nichols och hans medmusiker en alldeles speciell stil som ibland kallats "New York-stilen". Denna har beskrivits som mer återhållsam och "kammarmusikaktig" än den samtida New Orleans- och Chicago-jazzen. Trots att stilen på sitt sätt var avantgardistisk var den också en stor försäljningsframgång, och Nichols namn hörde till de mest kända och aktade i jazzkretsar under 1920-talet. Detta gällde såväl i USA som i Europa, där många musiker höll Nichols för genrens absolut främste solist. I Sverige användes till och med begreppet "att nickla" om att spela improviserat!
Bland återkommande musiker på de tidiga Nicholsinspelningarna märks, utöver Miff Mole och Nichols själv, storheter som träblåsaren Jimmy Dorsey, bassaxofonisten Adrian Rollini och gitarristen Eddie Lang. Mot 1920-talets slut växte gruppen ut till ett mer eller mindre reguljärt storband och innehöll då en rad olika musiker som senare själva skulle bli kända orkesterledare, till exempel Jack Teagarden och Glenn Miller (trombon), Benny Goodman (klarinett) samt Gene Krupa (trummor).
Parallellt med sina hundratals skivinspelningar spelade Nichols också i flera Broadwayshower.
Under 1930-talet dalade Nichols popularitet och antalet kända musiker i hans orkester sjönk. Periodvis upplöste han sina orkestrar helt, och under andra världskriget arbetade han på ett skeppsvarv. Det återuppväckta intresset för äldre jazz och "dixieland" på 1940-talet gav dock förnyad popularitet åt Nichols, vilken 1942 flyttat till Kalifornien och därifrån kom att leda nya upplagor av Red Nichols and His Five Pennies i Los Angeles och San Francisco fram till sin död.
Den sentimentala Hollywoodfilmen Five Pennies från 1959 baserades löst på Nichols karriär, men fokuserade mer på hans dotters benförlamning än på hans musik. Nichols medverkade själv på filmens ljudspår, men på duken spelades han av Danny Kaye.
Nichols avled av en hjärtattack i Las Vegas. Han ligger begraven i Hollywood Hills i Los Angeles.